# Левка (приток Чембара)
Левка — река в России, протекает в Пензенской области. Впадает в Чембар по правому берегу. Длина реки — 41 км, площадь водосборного бассейна — 421 км².
Система водного объекта: Чембар → Ворона → Хопёр → Дон → Азовское море.

## Данные водного реестра
По данным государственного водного реестра России относится к Донскому бассейновому округу, водохозяйственный участок реки — Ворона, речной подбассейн реки — Хопер. Речной бассейн реки — Дон (российская часть бассейна).
Код объекта в государственном водном реестре — 05010200212107000006274.